# Ken Barnes
Pour les articles homonymes, voir Barnes.
Ken Barnes, né le 16 mars 1929 à Birmingham (Angleterre) et mort le 13 juillet 2010 d'un cancer du poumon, est un footballeur anglais, qui évoluait au poste de milieu de terrain à Manchester City.

## Carrière de joueur
- 1947-1950 : Stafford Rangers
- 1950-1961 : Manchester City
- 1961-1965 : Wrexham

## Palmarès

### Avec Manchester City
- Vainqueur de la Coupe d'Angleterre de football en 1956.
- Finaliste de la Coupe d'Angleterre de football en 1955.